# Trung tâm Tưởng niệm Holocaust (Budapest)

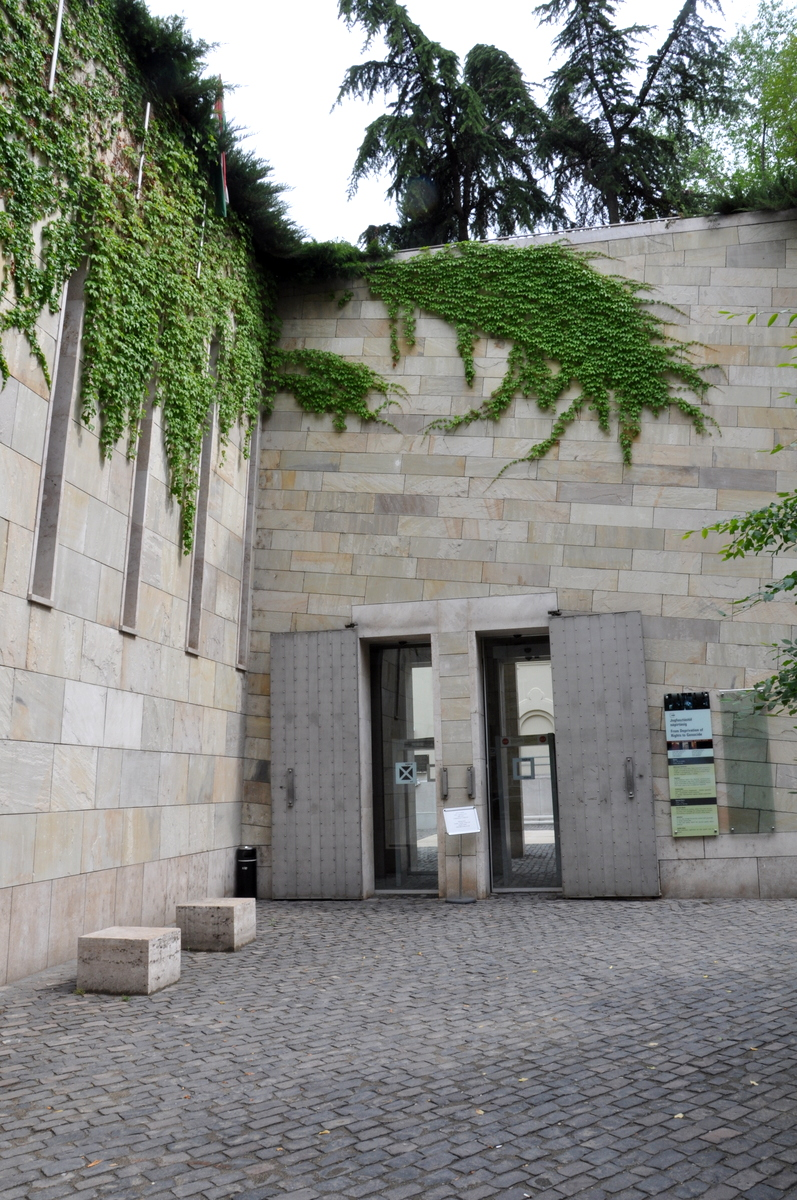
Holocaust Museum, Budapest 02

Trung tâm tưởng niệm Holocaust (tiếng Hungary: Holokauszt Emlékközpont) là một hội đường Do Thái giáo xây dựng từ những năm 1920. Sau này, nơi đây tân trang lại, trở thành một đài tưởng niệm và bảo tàng những người Do Thái Hungary bị sát hại trong cuộc diệt chủng Holocaust. Mặc dù phần lớn tập trung vào cuộc thảm sát người Do Thái, bảo tàng cũng đề cập đến sự phân biệt đối xử và những vụ tàn sát nhắm đến người Digan, người đồng tính và người khuyết tật. Trung tâm tưởng niệm nằm ở Budapest, Hungary.
Trung tâm Tưởng niệm Holocaust trước đây là một giáo đường Do Thái có tên là Giáo đường Do Thái Páva, nằm tại số 39 đường Páva Utca, Budapest. Nơi đây được tân trang, cải tạo lại thành đài tưởng niệm và bảo tàng, bắt đầu mở cửa vào năm 2004. Đây là Trung tâm Tưởng niệm Holocaust đầu tiên ở Trung Âu do nhà nước thành lập.
Bảo tàng do kiến trúc sư István Mányi và Attila Gáti thiết kế. Về mặt kiến trúc, tòa nhà không có tính đối xứng. Một dãy các cầu thang hình thù kỳ quái dẫn du khách đến khu vực triển lãm, "tượng trưng cho giai đoạn bất ổn và biến động của thời kỳ Holocaust." Ở đây có các buổi triển lãm thường xuyên và các buổi triển lãm ngắn ngày, cùng với đó là một trung tâm nghiên cứu. Trung tâm nghiên cứu cung cấp giúp đỡ mọi người tìm kiếm thành viên lưu lạc của gia đình, đồng thời mở rộng cơ sở dữ liệu, tăng cơ hội tìm kiếm.

## Tranh cãi
Sau khi Đảng Fidesz của Viktor Orbán giành chiến thắng trong cuộc bầu cử quốc hội Hungary năm 2010, Andras Levente Gal được bổ nhiệm làm người đứng đầu trung tâm. Paul A. Shapiro (người đứng đầu của Bảo tàng Tưởng niệm Holocaust của Hoa Kỳ) đưa ra phát biểu rằng người đứng đầu mới lên Levente Gal đã đặt ra mục tiêu loại bỏ bất kỳ thông tin nào liên quan đến  nguyên thủ người Hungary Miklos Horthy, người mà trước đây đã liên minh với Đức Quốc xã và trục xuất nhiều người Do Thái đến các trại tập trung. Ông cũng buộc tôi Gal phủ nhận sự tham gia của nhà nước Hungary trong Holocaust, đổ mọi tội lỗi nhắm đến người Do Thái Hungary cho nước Đức. Điều này dẫn đến sự phản đối kịch liệt của quốc tế, sau đó Gal bị miễn nhiệm và sa thải.